# ホイト・アクストン
ホイト・アクストン（Hoyt Axton,  1938年3月25日 - 1999年10月26日）は、アメリカ合衆国の歌手、ソングライター、俳優である。

## 来歴
1938年、オクラホマ州・ダンカンに生まれる。父親のジョン・トーマスはフットボールのコーチをしており、母親のメイ・ボーレン・アクストンは音楽業界人として知られ、トミー・ダーデンらと共にエルヴィス・プレスリーのヒット曲として知られる『ハートブレイク・ホテル』を共同で手掛けたことで有名。1956年に地元の高校を卒業後、オクラホマ州立大学へ進学。しかし同大学は卒業はしておらず、少し在籍してから従軍していた父親の影響もあり、アメリカ海軍の航空母艦レンジャー (CV-61)の隊員となった。海軍を退役後は、サンフランシスコのナイトクラブなどでフォークソング歌手としてキャリアをスタートさせている。1960年代初頭、最初のフォーク・ソング・アルバム『The Balladeer』を発表。それから70年代、80年代にかけて数々の曲を発表し、そのうちのいくつかはヒットを記録して歌手そしてソングライターとして世間に認知された。これまで携わった曲、もしくは制作した曲が映画に使われたことも少なくない。
歌手以外でも俳優としても活動しており、特に彼の俳優としてのキャリアで知られているのはジョー・ダンテ監督の『グレムリン』で演じたザック・ギャリガン演じる主人公ビリーの父親役。冒頭に中華街でモグワイを強引に買い、全ての元凶のきっかけの役柄でもあった。1989年の『俺たちは天使じゃない』ではロバート・デ・ニーロ、ショーン・ペンなどらとも共演を果たした。

### 私生活
これまで4度の結婚歴があり、2度目の結婚で3人、3度目の結婚で1人の子供をもうけている。

## 出演作品

### 映画
- 荒野のスモーキー Smoky (1966)
- ワイルド・ブラック/少年の黒い馬 The Black Stallion (1979)
- Skinflint: A Country Christmas Carol (1979) ※テレビ映画
- Cloud Dancer (1980)
- ジャンクマン（1982）
- 初恋物語 Liar's Moon (1982)
- 真夜中の極秘実験 Endangered Species (1982)
- ワイルド・ブラック2/黒い馬の故郷へ The Black Stallion Returns (1983)
- Heart Like a Wheel (1983)
- バニシングIN60"/デッドライン Deadline Auto Theft (1983)
- Fred C. Dobbs Goes to Hollywood (1983)
- グレムリン Gremlin (1984)
- Dallas: The Early Years (1986)
- アクト・オブ・ベンジェンス Act of Vengeance (1986) ※テレビ映画
- Guilty of Innocence: The Lenell Geter Story (1987) ※テレビ映画
- リトリビューション Retribution (1987)
- カリフォルニア・エクスプレス/ クリスマス・イブの奇跡 Christmas Comes to Willow Creek (1987)
- 想い出のデキシー・レーン Dixie Lanes (1988)
- Desperado: Avalanche at Devil's Ridge (1988) ※テレビ映画
- 計画性の無い犯罪 Disorganized Crime (1989)
- 俺たちは天使じゃない We're No Angels (1989)
- 悪女の構図 Buried Alive (1990) ※テレビ映画
- ハーモニー・キャッツ Harmony Cats (1992)
- スペース・ケース Space Case (1992)
- Doorways (1993)
- Season of Change (1994)
- キングフィッシュ/ 大統領への挑戦 Kingfish: A Story of Huey P. Long (1995)
- Number One Fan (1995)
- キング・コブラ King Cobra (1999) ※ビデオ作品

### テレビシリーズ
- ボナンザ Bonanza (1965)
- Iron Horse (1966)
- かわいい魔女ジニー I Dream of Jeannie (1966)
- 地上最強の美女バイオニック・ジェミー The Bionic Woman (1976)
- 警部マクロード McCloud (1977)
- Flying High (1978)
- かっとび放送局WKRP WKRP in Cincinnati (1979)
- 掠奪された七人の花嫁 Seven Brides for Seven Brothers (1982)
- The Rousters (1983 - 1984)
- Domestic Life (1984)
- シェリー・デュヴァルのフェアリー・テイル・シアター/ 『三匹の熊』 Faerie Tale Theatre (1984)
- アーノルド坊やは人気者 Different Strokes (1984 - 1985)
- Dr.トラッパー サンフランシスコ病院物語 Trapper John, M.D. (1985)
- グリッター Glitter (1985)
- ジェシカおばさんの事件簿 Murder, She Wrote (1988)
- ミッドナイト・コーラー Midnight Caller (1990)
- 愉快なシーバー家 Growing Pains (1990)
- The Civil War (1990)

### テレビアニメ
- キャプテン・プラネット Captain Planet and the Planeteers (1994)

## 参照
1. 1 2 3  “Hoyt Axton Biography”. 2014年7月4日閲覧。
2. ↑  http://www.people.com/people/archive/article/0,,20074438,00.html
3. ↑  https://www.imdb.com/name/nm0001924/bio/?ref_=nm_ov_bio_sm